# Dataforbindelse
Indenfor telekommunikation er en dataforbindelse en kommunikationsforbindelse mellem to eller flere dataværter. Formålet med en dataforbindelse er at kunne overføre data og evt. styresignalering fra en lokation til en anden. En dataforbindelse og dennes dataværters krav specificeres i dataprotokoller.
Der er mindst disse dataforbindelsestyper:
- Simpleks kommunikation - betyder at kommunikation kan kun gøres i én retning.
- Halv-dupleks kommunikation - betyder at kommunikation kan gøres i to retninger, men ikke begge retninger samtidigt. (fx kommunikation over tyndt ethernet)
- Fuld-dupleks kommunikation - betyder at kommunikation kan gøres i begge retninger samtidigt. (fx en én Gbit/s PDS-dataforbindelse)

En dataforbindelses datakredsløb sender over et medium. Mediet kan fx være:
- trådet (fysisk lag) - via elektricitet (elektriske kabler) eller elektromagnetiske signaler (optiske fibre).
- trådløst (fysisk lag) - via akustiske (fx gennem jorden, luften eller væske (fx havet)) eller elektromagnetiske signaler (fx radiobølger eller lysstråler).
- virtuelt - fx "ride" ovenpå en anden dataforbindelse - fx virtuelt lan (IEEE 802.1Q), virtual private network - eller internetprotokollen (IP). IP "rider" ovenpå broadcast-domæner. Broadcast-domæner udgøres af et eller flere netværk segmenter (typisk ethernet segmenter). Netværk segmenter udgøres igen af fysiske dataforbindelser.
  - dobbelt virtuelt - fx IEEE 802.1ad også kendt som QinQ, Q-in-Q, stakket VLAN. "Q" kommer fra IEEE 802.1Q.

## Dataforbindelsers byggesten; datakredsløb og evt. styrekredsløb
En dataforbindelse kan bestå af et eller flere datakredsløb.
En dataforbindelse kan være en punkt-til-punkt dataforbindelse - eller være designet som en databus (=multipunkt dataforbindelse. En multipunkt dataforbindelses datakredsløb kan have mere end to datakredsløbssendere og datakredsløbsmodtagere)
Punkt-til-punkt dataforbindelse: Hvert datakredsløb kan have en datakredsløbsender ende og en datakredsløbmodtager ende (kun simpleks kommunikation mulig) - eller hver ende kan både have en datakredsløbssender og en datakredsløbsmodtager (halv-dupleks og fuld-dupleks kommunikation også mulig).
En dataforbindelse kan have indlejret (eng. in-band) styresignalering - eller dedikeret (eng. out-of-band) styresignalering:
- indlejret styresignalering er når disse signaler indlejres i de eksisterende datakredsløb - dvs ingen dedikerede styresignalsledninger.
- dedikeret styresignalering er når disse signaler føres i ekstra kredsløb kaldet styrekredsløb - dvs med ekstra dedikerede styresignalsledninger.

Hvis et datakredsløbs medium har mere end en datakredsløbssender, er der mulighed for fysisk datakredsløbskollision (kort kollision). En kollision er når to (eller flere) dataværters datakredsløbssenderes sender signaler, som overlapper tidsmæssigt et sted på datakredsløbet og signalerne ikke kan adskilles af alle datakredsløbsmodtagere. Typisk sendes et utvetydigt kollisionsstyresignal (indlejret eller dedikeret), når en datakredsløbsmodtager registrerer en kollision.
Et fysisk datakredsløb kan ved kommunikation benytte balancerede signaler; balanceret datakredsløb (der anvendes både signal fase og modfase) - eller et ubalanceret signal; ubalanceret datakredsløb (signal sendes og modtages i forhold til (fælles)stel). Ulempen ved elektriske ubalancerede datakredsløb er, at de er følsom overfor stelstøj. Stelstøj dannes fx når to ubalancerede datakredsløb taler samtidigt - eller grundet utilsigtede elektriske stelstrømme mellem værterne. Ulempen ved balancerede datakredsløb er højere kompleksitet.
Hvis et elektrisk datakredsløb skal formidle højfrekvente signaler - eller over "lange" afstande, skal datakredsløbet være designet til terminering - og datakredsløbets fjerneste to ender skal i så fald termineres. At terminere betyder at et elektrisk datakredsløbs transmissionslinje, skal belastes med en resistor (i de to fjerneste ender) med en resistans, som er lig transmissionslinjens karakteristiske modstand. Formålet er at minske signalreflektion fra enderne. Fordelen ved korrekt transmissionslinje terminering er, at kablet kan være "langt". Typisk er transmissionslinjers karakteristiske modstand relativ lav; fx mellem 50 og 110 ohm. Ulempen ved korrekt transmissionslinje terminering er, at kredsløbssenderne bruger meget energi grundet den relativ lave belastning. Eksempler på dataforbindelser, som skal termineres: SCSI, ethernet via elektriske kabler; parsnoede eller koaksialkabler.

## Eksempler

### Gigabit ethernet dataforbindelse over parsnoet kabel
En 1000BASE‑T (standard IEEE 802.3ab-1999) gigabit ethernet dataforbindelse består af fire balancerede datakredsløb. Det skal bemærkes at det enkelte datakredsløb kan formidle data begge veje - samtidigt. Det muliggør fuld-dupleks kommunikation. Ydermere er der i standarden beskrevet hvordan man autoforhandler til en 1000BASE‑T ende og herudover til 100BASE‑T og 10BASE‑T uanset om et "lige igennem" eller "krydset" PDS-kabel benyttes. "T" i 1000BASE‑T indikerer at kommunikationen foregår over parsnoet kabel.

### USB 1.x, 2.0; Universal Serial Bus dataforbindelse
USB 1.x, 2.0 (Universal Serial Bus) er en databus, som "rider" på punkt-til-punkt dataforbindelser. Databus funktionaliteten er derfor kun virtuel implementeret. En USB-dataforbindelse indeholder i sig selv kun ét parsnoet ledningspar. (Herudover haves to strømforsyningsledninger - fire ledere i alt) En USB-dataforbindelses datakredsløb til højhastighed kan kun kommunikere én vej ad gangen - og tillader derfor kun halv-dupleks kommunikation.
En USB-dataforbindelse indeholder flere datakredsløb:
- et balanceret datakredsløb til højhastighedskommunikation gennem det parsnoede ledningspar.
- et ubalanceret testekredsløb til værtstype detektering via den ene leder i ledningsparret og strømstel.
- et ubalanceret testekredsløb til værtstype detektering via den anden leder i ledningsparret og strømstel.

En USB-dataforbindelse er ikke impedansmæssigt korrekt termineret. Det er grunden til at passive USB-kabler kun kan være 5 meter lange. Fordelen ved den manglende korrekte terminering er lavt energiforbrug i værter og hubs.

### EIA-232 dataforbindelse
En EIA-232/RS-232 er en gammel (fra 1962) seriel fysisk lag grænsefladebeskrivelse. RS-232 anvendes typisk med halv-dupleks kommunikation, men kan også nøjes med simpleks kommunikation. En RS-232 dataforbindelse kan anvendes på flere måder:
- med flere eller færre dedikerede styresignaleringer - også kaldet hardware-styresignalering (fx RTS, CTS og DSR, DTR)
- uden dedikerede styresignaleringer - men så bør den indlejrede styresignalering XON/XOFF anvendes i begge ender, for at undgå datatab.

Den oprindelige måde at anvende RS-232 var at låse datasignaleringshastighederne fast i hver retning. Fx 75 baud i den ene retning - og 1200 baud i den anden retning. Men det er besværligt, da man skal konfigurere begge dataforbindelses enders hardware.
Der er ingen standard for, hvordan de to RS-232 automatisk kan forhandle hastighed, i de to retninger. Det er grunden til at hastighedsforhandlingen tit går galt. Hvis den ene endes hastigheder låses fast, kan den anden endes hastighedsforhandling typisk fungere.
Ovenstående blanding af datavært-typer (kommunikationsudstyr/DCE, terminaludstyr/DTE), individuelle datavært styresignaleringskrav, forskellige RS-232 kabler ("standard" og null-modem="krydset kabel"), manuelle og/eller automatiske konfigureringer gør at etablering af RS-232 dataforbindelser kan være meget besværligt. Det ultimative RS-232 værktøj at anskaffe, er en RS-232 break out box til at teste sig frem til en kabelforbindelse som fungerer, når alle andre forsøg på at få en (stabil) forbindelse fejler. (se illustration)